# Carolin Bachmann
Carolin Bachmann (* 3. September 1988 in Freiberg) ist eine deutsche Politikerin (AfD). Seit 2021 ist sie Mitglied des Deutschen Bundestages.

## Leben und Beruf
Bachmann schloss 2008 eine Ausbildung zur Investmentfondskauffrau bei der DekaBank Deutsche Girozentrale in Frankfurt am Main ab. 2010 erwarb sie einen Abschluss als Betriebswirtin an der Verwaltungs- und Wirtschaftsakademie in Frankfurt am Main. 2012 schloss sie ein Studium an der Hessischen Berufsakademie in Frankfurt am Main als Bachelor of Arts im Fachbereich Business Administration ab. 
Nach ihrer Elternzeit ab 2014 war sie von 2016 bis 2020 bei einem mittelständischen Unternehmen im Bereich der erneuerbaren Energien in Freiberg angestellt. Seit 2020 war sie nach eigenen Angaben als „persönliche Referentin und wissenschaftliche Mitarbeiterin“ des sächsischen Landtagsabgeordneten Rolf Weigand tätig.
Bachmann wuchs in Mulda/Sachsen und Dorfchemnitz auf. Sie ist Mutter eines Kindes und lebt in Mulda.

## Politik
Bachmann trat 2018 in die AfD ein.
Sie setzte sich bei der Bundestagswahl 2021 mit insgesamt 33,4 % der Erststimmen gegen Veronika Bellmann (23,8 %), CDU, durch und zog als direkt gewählte Abgeordnete des Wahlkreises 161 (Mittelsachsen) in den Deutschen Bundestag ein.
Im Bundestag ist sie Schriftführerin und Ordentliches Mitglied im Ausschuss für Wohnen, Stadtentwicklung, Bauwesen und Kommunen.
Bei der Bundestagswahl 2025 errang sie mit 45,4 % der Erststimmen das Direktmandat für den Wahlkreis 160 (Mittelsachsen).